# Габалиньш, Раймондс
Раймондс Габалиньш (латыш. Raimonds Gabaliņš; 7 мая 1949, Лиепая — 2 мая 2024, Латвия) — советский и латвийский скульптор, художник, музыкант. Лектор Лиепайского университета.

## Биография
Раймондс Габалиньш родился 7 мая 1949 года в Лиепае. Детство провёл в Вайнёде. С 1965 по 1969 год обучался в Лайзденском экономическом техникуме. С 1971 по 1973 год работал звукорежиссёром Лиепайского эстрадного оркестра, барабанщик в группе Юриса Павитола «Līvi». С 1973 по 1974 год обучался в Лиепайской средней школе музыки, искусства и дизайна. С 1991 года состоял в Союзе художников Латвии. Являлся руководителем архитектурно-проектного бюро ArchiJazz. Преподавал в Лиепайском университете курс «История и теория рекламы».
Умер 2 мая 2024 года, похоронен на кладбище Лимбики в Гробинской волости.

## Творческая деятельность
С 1978 года участвовал в коллективных выставках в Латвии и за границей. Организовал несколько персональных выставок. Автор памятного знака в честь парохода «Саратов» (возле Лоцманской башни в Лиепае), на котором в 1919 году находилось Временное правительство Латвии.
Скульптурные произведения находятся в частных коллекциях в Латвии, Литве, Беларуси, России, Швеции, Германии. Автор многих скульптурных монументов. Одна из самых известных работ — мемориал жертвам Холокоста в Шкеде (Лиепая).
С 1971 по 1973 год играл на ударных инструментах в группе «Līvi». C перерывами с 1970 по 1985 год учувствовал в группе Иманта Калниньша «2XBBM». В последнее десятилетие был участником джазового квинтета «Jazz for Five». Раймондс Габалиньш был художником молодёжной студийной постановки 1978 года сказки «Аленький цветочек» Леонида Браусевича и Ирины Карнауховой.

## Работы
- Памятник балтийским подводникам в Лиепайской каросте (1981, бетон),
- Карта города Лиепаи (1999),
- Памятный знак в честь парохода «Саратов» (1999, гранит),
- «Сапог Карла XII» в Виргской волости (2001, метал, гранит, бетон),
- Мемориал жертвам Холокоста в Шкеде (Лиепая, 2005, бетон, гранит),
- Памятный знак Лиепайской Большой хоральной синагоге (2014, гранит, бронза)[4],
- скульптура «Решение проблемы» (Вентспилс, метал).